# Julio César Chaves
Julio César Chaves Casabianca (Asunción, 27 de noviembre de 1907-20 de febrero de 1989) fue un historiador paraguayo. Tuvo una importante actuación en la guerra del Chaco, en la difusión informativa y en la propaganda. Fue designado para realizar trascendentes tareas durante los gobiernos de su época.

## Biografía
Nació en la ciudad de Asunción el 27 de noviembre de 1907. 
Fue uno de los historiadores fundamentales del Paraguay y figura trascendental de la cultura de ese país. El trabajo que realizó dio un gran impulso a la historiografía nacional. 
Perteneció a la llamada “Generación de 1925”, junto a otras destacadas personalidades como Efraím Cardozo, Hipólito Sánchez Quell y R. Antonio Ramos. Su estudio sobre José Gaspar Rodríguez de Francia, convertido en el libro “El Supremo Dictador”, es considerado hasta hoy como el más completo, objetivo y serio en la materia. Fue también catedrático, diplomático y político. Durante la guerra del Chaco cumplió un papel principal en la difusión informativa y en la propaganda.
Realizó sus estudios primarios y secundarios en el Colegio San José y en el Colegio Nacional, obtuvo su doctorado en el año 1929, luego de defender su tesis sobre la Doctrina Monroe, (el presidente de los Estados Unidos, James Monroe proclamó en 1823 la que se conoció como su “doctrina”, sintetizada en la frase “América para los americanos”, una declaración unilateral norteamericana basada en dos principios: impedir la colonización del continente por las potencias europeas y frenar la intervención de estas en las colonias recién independizadas).

## Su familia
Su tío fue el señor Federico Chaves, quien fuera presidente de la República entre los años 1949 y 1954, y hermano de destacadas personalidades de la política nacional, como Hugo, Germán y Juan Ramón Chaves, este último fue presidente del Partido Colorado por muchos años. Julio César había militado de joven en el coloradismo hasta que en el año 1973 se afilió al Partido Liberal.

## Su servicio a la Patria
Durante la guerra del Chaco, trabajó en el "Segundo Departamento", (Informaciones), primero bajo las órdenes de Tomás Romero Pereira y luego como jefe hasta el fin de la contienda.
En 1934, a mediados de julio, por pedido expreso del presidente Eusebio Ayala y del Gral. José Félix Estigarribia, organizó (manteniendo la jefatura del II Departamento) la Dirección de Prensa y Propaganda (conocida popularmente como Radio Prensa), que se presentaba en forma de boletines diarios, cuyo trabajo tuvo gran repercusión nacional e internacional y sirvió para levantar la moral paraguaya y socavar el espíritu boliviano.
Fue, también, luego de la guerra, fiscal en lo Civil en el año 1936, y diputado nacional, en 1938. En ese tiempo militaba activamente en el Club de la Juventud Liberal, junto con jóvenes como Efraím Cardozo, Carlos Pastore, Horacio Fernández, Juan G. Peroni, Salvador Villagra Maffiodo, Francisco Sapena, Emilio Saguier Aceval, Pedro R. Espínola, Pablo Max Ynsfrán, Alejandro Marín Iglesias, Artemio Mereles, Juan B. Wasmosy, entre otros. Este fue el grupo que lanzó y sustentó la candidatura presidencial del Gral. José Félix Estigarribia en el año 1939, imponiéndose sobre el criterio de la guardia vieja liberal que quería un presidente civil.
En el año 1939, Chaves fue enviado como ministro a Bolivia y posteriormente, en 1940, a Perú en calidad de embajador. Con la asunción del general Higinio Morínigo como presidente de la república tras la muerte de Estigarribia, tuvo que exiliarse en Buenos Aires a partir del año 1941.
Se puede decir que ese fue uno de los exilios más provechosos para el país, pues allá Chaves comenzó a elaborar la mejor parte de su maravillosa obra historiográfica.
Chaves fue, además, presidente de la Academia Paraguaya de la Historia desde el año 1956 hasta 1973 y luego de 1984 a 1986, y de la Academia de la Lengua Española desde 1975 hasta su muerte. Fue también presidente del PEN Club y del Instituto Paraguayo de Cultura Hispánica, así como miembro de academias e institutos de países americanos y del Instituto de la Historia de Madrid y de la Real Academia de las Letras de la capital española. Dictó conferencias en diversas capitales latinoamericanas y en los principales centros culturales europeos.

## Obras
En el año 1936 escribió “El Chaco en los ajustes de Paz” (inédita); en 1937 editó “Historia de las relaciones entre Buenos Aires y el Paraguay”. 
Luego viene: 
- “El supremo dictador”.
- “Castelli. El adalid de mayo”
- “San Martín y Bolívar en Guayaquil”
- “El presidente López”
- “Vida y obra de Don Carlos”
- “El General Díaz”
- “Biografía del vencedor de Curupayty”
- “Compendio de historia paraguaya”
- “Compendio de historia americana”
- “Unamuno y América”
- “Historia del descubrimiento y conquista del Río de la Plata y el Paraguay”
- “Itinerario de Antonio Machado”
- “Túpac Amaru”
- “La causa de la independencia americana”.

## Durante la guerra
Julio César Chaves es creador una monografía que no fue publicada, pero se trataba sobre la importante actuación que tuvo en la Guerra del Chaco, este es un valioso documento sobre la labor que le cupo al II Departamento y a la Dirección de Prensa y Propaganda que dependían directamente del Comando en Jefe del Ejército en Operaciones. 
El primero fue organizado por el entonces mayor Tomás Romero Pereira, secundado por Chaves, y hacía incluso tareas de inteligencia militar, y la segunda organización dependió directamente de Chaves por orden expresa del presidente Eusebio Ayala, quien le encomendó la tarea de realizar boletines diarios para contrarrestar la propaganda boliviana. Según el propio Chaves, estos boletines “eran captados por las principales estaciones radiotelegráficas del país y de los siguientes países americanos: Bolivia, Argentina, Brasil, Chile y Perú”. 
El mismo presidente Ayala escribió los tres primeros materiales como modelo. El primero aludía a los mercenarios chilenos en el ejército boliviano; el segundo, a la superioridad de la moral del soldado paraguayo sobre el boliviano; y el tercero a los recursos gastados por Bolivia durante la contienda del Chaco. Los prisioneros bolivianos fueron muy valiosos como fuente de información para estos boletines, que hicieron un deterioro en el espíritu de los combatientes del bando enemigo, así como lo reconoció luego de la guerra el coronel David Toro, destacado jefe boliviano.

## Deceso
Julio César Chaves falleció en la ciudad de Asunción, el 20 de febrero de 1989, pocos meses después de haber cumplido 81 años de edad.